# Adolf Gruden
Adolf Gruden (tudi Adi Gruden), slovenski bančni uslužbenec in društveni delavec, * 9. maj 1905, Idrija, † 28. december 1976, Karlovec.

## Življenje in delo
Rodil se je v družini rudniškega čuvaja Janeza in gospodinje Marije Gruden rojene Pavlič. V rojstnem kraju je končal ljudsko šolo in 5. razredov gimnazije. Zaradi uvajanja italijanskega šolstva je šolanje prekinil in se v Gorici leta 1923 ali 1924 zaposlil v Goriški banki, kjer je delal do leta 1928, ko je zaradi fašističnega nasilja odšel v Kraljevino Srbov, Hrvatov in Slovencev ter se zaposlil v Ljubljanski banki v Zagrebu. Leta 1947se je z družino preselil v Karlovec in bil tu do upokojitve uradnik v Narodni banki.
Gruden je že v Gorici aktivno sodeloval v društvu Mladika. To svoje delovanje je kasneje nadaljeval v Jugoslaviji. V Karlovcu je leta 1948 obnovil slovensko prosvetno društvo »Slovenski dom Triglav«, ki je štelo okoli 200 članov in imelo pevski zbor, orkester harmonikarjev in folklorno skupino ter nastopali so po Hrvaški, Sloveniji, zamejstvu in tujini. Gruden je bil predsednik društva vse do pomladi 1976, ko so ga s te funkcije razrešili, mu podelili naslov častnega predsednika in ga predlagali za državno odlikovanje red bratstva in enotnosti, saj je s svojim delom prispeval velik delež k utrjevanju vezi med prebivalci Slovenije, Hrvaške in zahodne Bosne.